# Bazoches-en-Dunois
Bazoches-en-Dunois település Franciaországban, Eure-et-Loir megyében. Lakosainak száma 262 fő (2022. január 1.). Bazoches-en-Dunois Varize, Cormainville, Péronville, Guillonville és Nottonville községekkel határos.

## Népesség
A település népességének változása:
| Lakosok száma | 346  | 254  | 235  | 256  | 253  | 255  | 258  | 260  | 260  | 262  |
|               | 1968 | 1982 | 1990 | 2006 | 2013 | 2015 | 2017 | 2019 | 2020 | 2022 |